# Julfest
Das Julfest ist ein nordeuropäisches Fest, das je nach religiöser Zuordnung zwischen der Wintersonnenwende und Anfang Februar gefeiert wird. Im Schwedischen, Dänischen und Norwegischen heißt Weihnachten heute jul, im Isländischen jól, im Finnischen joulu, im Estnischen jõulud. Im Englischen setzt Yule, im Niederländischen joelfeest das altgermanische Wort fort. Auch in diversen Mundarten der Nordfriesischen Sprache sind Entsprechungen zu finden, auf Sylterfriesisch etwa heißt es Jül oder Jööl.

## Sprachliches
Die älteste Erwähnung des Wortes findet sich im gotischen Kalenderfragment Codex Ambrosianus A aus dem sechsten oder siebten Jahrhundert n. Chr. Der November ist darin Naubaimbair: fruma Jiuleis überschrieben, das kann „November: der erste Julmonat“ oder „November: Der Monat vor der Julzeit“ heißen. Im Sinne der zweiten Variante wurde auch das Wort „Prosabbaton“ im Markusevangelium (Mk 15,42 ) mit fruma sabbato übersetzt; eine ähnliche Bedeutung scheint dem altenglischen „æftera Geola“ für den Januar zugrunde zu liegen.
Im Altnordischen sind júl und jól nachgewiesen, im Finnischen die Lehnworte juhla „Feier, Fest“ und das pluralische joulu „Weihnachten“. In seiner weiteren Bedeutung umfasste auch das altnordische jól ganz allgemein das Festmahl, wie das Kenning „Hugins jól“ („Trinkgelage des Raben“) belegt. Zum selben Stamm gehören als Ableitungen jóln (neutrum plural) „Götter“ und jólnir, ein Beiname Odins, dessen mögliche Bedeutungen „Herr der Götter“ und „Herr des Jólfestes“ umfassen. Die isländische Handschriftensammlung Flateyjarbók (um 1500) berichtet, dass die Heiden das Julfest zu Ehren des Odin feierten.
Die Etymologie des Wortes bleibt zweifelhaft. Nach älterer Ansicht gehört es zu altnordisch él „Schneegestöber“ und zu einem rekonstruierten *jehwla- „Zeit der Schneestürme“. Neuerdings wird das Wort vom urgermanischen *jehwlą „Feier, Fest“ hergeleitet. Die Kirche hat später vergeblich versucht, das Wort durch andere Begriffe zu ersetzen (so im Altnordischen durch den Ausdruck Dróttins burðar tíð oder im Altschwedischen durch die Wendung gudz födzlo hötidh).

## Datierung des vorchristlichen Festes
Im 13. Jahrhundert berichtete Snorri Sturluson in der Heimskringlasaga von Leben und Taten Håkons I., des Guten (um 920–960). Danach soll Håkon als getaufter Herrscher über Heiden und Christen das heidnische Jul und das christliche Weihnachtsfest auf dem 25. Dezember vereint haben.

„Hann setti þat í lögum at hefja jólahald þann tíma sem kristnir menn, ok skyldi þá hverr maðr eiga mælis öl, en gjalda fé ella, en halda heilagt meðan jólin ynnist; en aðr var jólahald hafit hökunótt, þat var miðs vetrar nótt ok haldin þriggja nátta jól.“

„Er (Hákon) setzte in Gesetzen fest, das Julfest zu der Zeit abzuhalten wie die Christen, und ein jeder Mann war unter Androhung einer Geldstrafe dazu angehalten Bier zu brauen, um Jul zu heiligen; aber zuvor wurde das Julfest in der Hacknacht begonnen, das war die Mittwinternacht und es wurde drei Tage lang Jul gehalten.“

Insgesamt nennt Snorri drei Jahresfeste der vorchristlichen Nordleute: eines zu Beginn der Winterperiode, ein zweites zur Mittwinterzeit und ein drittes im Sommer, wahrscheinlich zu dessen Beginn.

„Það er yður satt að segja konungur ef eg skal segja sem er að inn um Þrándheim er nálega allt fólk alheiðið í átrúnaði þótt sumir menn séu þar skírðir. En það er siður þeirra að hafa blót á haust og fagna þá vetri, annað að miðjum vetri en hið þriðja að sumri, þá fagna þeir sumri.“

„Dies muss ich wahrheitsgemäß berichten, König, wenn ich erzählen soll, wie die Dinge liegen. In ganz Inner-Drontheim ist fast das ganze Volk heidnisch in seinem Glauben, wenn auch dort einige Männer getauft sind. Nun ist es ihr alter Brauch, im Herbst ein Opferfest zu begehen, um den Winter zu begrüßen, ein zweites im Mittwinter und ein drittes im Sommer, um den Sommer zu begrüßen.“

Als Termin des vorchristlichen Julfestes gibt Snorri hier die Mittwinternacht an. Es ist aber nicht sicher, ob Snorris „Mittwinter“ die Mitte des Winters (um den 14. Januar) oder vielmehr die längste Nacht des Jahres, also die Wintersonnenwende, bezeichnete. Es bieten sich daher verschiedene Daten an. So meinen manche Forscher, der Termin des Mittwinterfestes des ursprünglichen germanischen Lunisolarkalenders finde seine Entsprechung in den römischen Iden, was bedeute, dass das Jul- oder Mittwinterfest ursprünglich zum Vollmond jenes Monats, der unmittelbar nach der Wintersonnenwende beginnt, stattfand. Neuerdings wird der 15. Januar genannt. Die Sagakritik hat darauf hingewiesen, dass es sich bei Skaldendichtung und Sagas um literarische Texte handelt, nur indirekt um historischen Quellen.
Geht man davon aus, dass das Mittwinter- oder Julfest in dem nach ihm benannten Monat Ýlir lag, dann ergeben sich weitere Überlegungen. Der altisländische Kalender lebte neben dem kirchlichen Kalender nach der Christianisierung noch eine Weile fort und wurde erst allmählich, im Wesentlichen bis zum 12. Jahrhundert, dem julianischen Kalender angeglichen. Gemäß einer um 1250 verfassten komputistischen Abhandlung bezog sich der Monatsname Ýlir auf die Zeit vom 14. November bis zum 12. Dezember.
Harald Ehrhardt hingegen schließt aus dem oben zitierten gotischen Kalenderfragment, dass es sich bei Jul um eine Zeit im November gehandelt habe. Allerdings ist umstritten, ob in dieser Zeit überhaupt ein Fest stattfand. Eine genaue Datierung des Fests bleibt aber schwierig. Auch die gotischen und altenglischen Monats- oder Jahreszeitennamen Jiuleis und Geola (s. oben unter Sprachliches) sind bereits dem römischen Kalender angepasst. Mit einiger Sicherheit lässt sich aus den unterschiedlichen Benennungen wohl nur ableiten, dass das Julfest zwischen Mitte November und Mitte Januar lag. Die altenglische giuli-Zeit bezeichnete nach Beda Venerabilis Dezember und Januar. Auch in den Sagen über Familien ist hie und da von Jul die Rede. Aber hier sind die Zeitbestimmungen ziemlich sicher bereits vom christlichen Festkalender beeinflusst.
Andere Forscher stützen sich auf den agrarischen Jahresverlauf und halten das germanische und skandinavische Julfest für identisch mit den Festen, die im Anschluss an die herbstliche Tierschlachtung (Álfablót) und zum Ende der herbstlichen Drescharbeiten von Mitte November bis Mitte Dezember stattfanden. In keiner historischen Quelle wird allerdings davon berichtet, dass germanische Gruppen große Blóts zu den Sonnenwenden abgehalten haben.

## Geschichte

### Die Anfänge
Schon Prokopios von Caesarea berichtet im 6. Jahrhundert von einem großen Fest auf Thule für die Zeit, wenn die Sonne nach der langen Winterdunkelheit zum ersten Mal sichtbar wurde. Seine Angaben von 40 Tage Winterdunkelheit und 40 Tagen Mitternachtssonne scheint auf die Lofoten zu verweisen. Um 700 berichtet der Mönch Beda Venerabilis in De temporum ratione, dass im England seiner Zeit das Jahr am 8. Januar („ab octavo Calendarum Januariarum die“) begann und dass jene Nacht, die bei den Christen nunmehr „die allerheiligste heißt“, von den Heiden „mit dem Namen módra nect, d. h. Nacht der Mütter“ benannten, was vermutlich auf den westgermanischen Matronenkult zu beziehen ist. Thietmar von Merseburg berichtet von einer Kultfeier bei den Dänen, die im „Januar, am Tage, an dem wir des Herrn Ankunft feiern“ stattfand. Beda wie Thietmar bezog sich hier auf das Epiphanie-Fest.
Das Haraldskvæði, das um 900 entstanden ist, ist die einzige Skaldendichtung vor 1100, in der das Julfest genannt wird. Dort stellt der Dichter die Julfeier auf dem Lande dem Jultrinken der Seekrieger gegenüber. In der sechsten Strophe heißt es: „Der König will das Jul draußen (auf dem Meer) trinken und das Spiel Freyrs beginnen“. Die Formulierung „Jultrinken“ deutet darauf hin, dass das Trinken ein wesentlicher Bestandteil des Julfestes war. Der Dichter erwähnt in diesem Zusammenhang „Freys leikr“, also Spiele des Freyr, ohne nähere Erläuterung. Gesichert scheinen Freyr-Riten zur Julzeit, von denen auch spätere Quellen berichten.
Die frühe Geschichte des Julfestes ist sehr umstritten. Die Meinungen reichen von der Leugnung eines vorchristlichen Julfestes bis zu umfassenden Rekonstruktionsversuchen aus späteren Bräuchen. Laut Wilhelm Mannhardt, einem der Begründer der modernen Mythenforschung, wurde „bei der Einführung des Christenthums unter allen deutschen Stämmen das Julfest mit dem Christfeste vertauscht“ und mit dem Inhalt der neuen Religion erfüllt, wobei sich viele heidnische Festbräuche erhielten. Der reformierte Theologe August Ebrard schrieb in diesem Sinn: „Man ließ den Heiden ihre Götter und ihre Feste; man taufte sie nur um dem Namen nach, wie die Heiden selber“.
Die neuere Forschung hat dagegen darauf verwiesen, dass der Rückschluss von späterem Brauchtum auf früheres der starken Wandlungsfähigkeit der Bräuche und ihrer Fähigkeit, sich andere Elemente anzueignen, gegenüberstehe. So wurden Sitten und Bräuche, die an die römischen Kalender-Feste gekoppelt waren, alsbald in volkstümliche christliche Feiern aufgenommen, um sich im Zuge der Christianisierung über ganz Europa bis in den hohen Norden auszubreiten. Dazu gehören Bräuche mit Vermummungen und die Sitte, sich zu Silvester zu beschenken, was später auf das Weihnachtsfest überging. Die gotischen, altenglischen und altnordischen Belege stammen alle aus christlicher Zeit und stehen fast durchweg in christlichem Kontext. Es ist daher schwierig, aus den knappen Quellen der altnordischen Literatur ein Bild der verschiedenen Feste zu gewinnen. Das gilt ebenso für das Jul und Álfablót der Skandinavier wie für die módra nect („Nacht der Mütter“) der Angelsachsen.
Vor allem die Zuverlässigkeit der altwestnordischen Quellen wird unterschiedlich bewertet. So herrscht keine Einigkeit über den Wahrheitsgehalt von Snorris Schilderung des Opfers in Tröndelag, zu dessen Teilnahme König Håkon der Gute gezwungen wurde. Auch weitere von Snorri und anderen geschilderten Opferrituale werden nicht als authentische Darstellung angesehen. Die Schilderung der Opfer hält man heute für literarische Konstruktionen. Allenfalls die Gelübde, die man mit der Hand auf einen Eber ablegte, der später dann Freyr geopfert wurde, scheinen ein authentisches vorchristliches Element darzustellen, auch wenn die Überlieferung relativ spät ist. Lokal scheint sich das Julfest in Norwegen nach der Christianisierung als rein soziales Ereignis erhalten zu haben, was dafür spricht, dass das Schwergewicht schon immer auf der sozialen Bedeutung der Zusammenkunft und der Stärkung der Gemeinsamkeit gelegen hatte.

„Hann var því vanur meðan heiðni var að hafa þrjú blót hvern vetur, eitt að veturnóttum, annað að miðjum vetri, þriðja að sumri. En er hann tók við kristni þá hélt hann þó teknum hætti um veislur. Hafði hann þá um haustið vinaboð mikið og enn jólaboð um veturinn og bauð þá enn til sín mörgum mönnum, þriðju veislu hafði hann um páska og hafði þá og fjölmennt. Slíku hélt hann fram meðan hann lifði. Sigurður varð sóttdauður. Þá var Ásbjörn átján vetra. Tók hann þá arf eftir föður sinn. Hélt hann teknum hætti og hafði þrjár veislur á hverjum vetri sem faðir hans hafði haft.“

„Solange das Heidentum herrschte, war er gewohnt, jedes Jahr drei Opferfeste zu veranstalten: Eins zu Winteranfang, ein anderes im Mittwinter, ein drittes gegen den Beginn des Sommers. Und als er Christ geworden war, behielt er dieselbe Gewohnheit in der Veranstaltung der Feste bei. Im Herbst lud er immer eine Menge Freunde ein, und im Winter bat er zum Julfest. Da lud er wieder Leute ein. Ein drittes Fest hielt er zu Ostern ab. Und auch da bat er wieder eine Menge Menschen zu sich. Und an dieser Gewohnheit hielt er ein ganzes Leben lang fest.“

Aus vorchristlicher Zeit soll neben dem beschriebenen Jultrinken auch der Julbock stammen, ein aus Stroh geflochtener Ziegenbock. Dieser lässt sich vielleicht auf die Ziegenböcke des Gottes Thor zurückführen, die seinen Wagen ziehen. Er bringt auf seinem Rücken noch heute in Skandinavien die Geschenke.
Die heute auch im Christentum bekannten zwölf Rauhnächte, die sich dem 25. Dezember anschließen, zwischen Jul und Epiphanias, sollen schon den Germanen bekannt gewesen sein. Zu dieser Zeit soll sich in der germanischen Vorstellung auch Wodans alljährliche Wilde Jagd abgespielt haben, in der die Geister der Verstorbenen mit Odin über das Land ziehen sollten. Der Glaube, dass zu dieser Zeit das Geisterreich offenstehe, zog Bräuche wie das Stehenlassen von Essen für die Geister oder das Verbringen von Essen in die Megalithanlagen mit sich. Auch für Odins Pferd Sleipnir stellte man Nahrung vor die Tür. Ebenfalls in den Rauhnächten spielt das Märchen um Frau Holle, die deutliche Bezüge zur germanischen Totengöttin Hel hat.
Eine byzantinische Quelle des 10. Jahrhunderts berichtet von Zeremonien des Kaisers Konstantin Porphyrogennetos am neunten Tag einer Periode von zwölf Tagen zwischen Jul und Epiphanias, in denen zwei Gruppen von Männern als „Goten“ verkleidet und mit Fellen behangen um den Tisch tanzten und unverständliche mit lateinischen Wörtern durchsetzte Texte sangen und mit Stäben auf die Schilde schlugen. Es wird vermutet, dass es sich um Soldaten der wikingischen Leibgarde handelte, die den byzantinischen Sieg über die Goten im 6. Jahrhundert besangen und dies mit heimischen Brauchtumsresten vermengten.

### Mittelalter
Die Königsmacht und die Kirche nahmen davon Abstand, in einer Übergangszeit zu schnell und zu radikal mit den Kulttraditionen zu brechen. Håkon der Gute verlegte das Fest auf den 25. Dezember, indem er gesetzlich bestimmte, dass das jólahald zur selben Zeit wie das christliche mælisøl zu feiern sei. Das Wort brandajól bezeichnete das Weihnachtsfest mit vier oder fünf aufeinanderfolgenden Feiertagen. Nach der „Graugans“, einer alten isländischen Gesetzesniederschrift, durfte während der Julzeit niemand Feuer entzünden oder Holzscheite nach Hause tragen.
Erst Olav Tryggvason konnte dank der gefestigten Stellung der Kirche die heidnischen Bräuche verbieten. Aber um dem Volk entgegenzukommen, beließ er einige alte Feste, nämlich das zeremonielle Biertrinken zur Jul- und Osterzeit, zur Mittsommerzeit und zur Herbstzeit. Im Älteren Gulathings-Lov wird über das ølgerð zur Julnacht in § 7 bestimmt, dass der Bauer und seine Frau das Bier trinken und den Segen sprechen „zum Wohle Christi und St. Marien für ein gutes Jahr und Frieden“ („signa til Krist þacca og Sancta Mariu til árs oc til friðar“). Mit þacca bezeichneten die altskandinavischen Trinkformeln in amorem oder caritatem bibere, was später in die nordischen Rituale übernommen wurde. Der Rausch hatte eine sakrale Bedeutung, stellte er doch eine Verbindung zu den Göttern her. Til árs bezog sich auf die Nahrung und bezeichnete Kornwachstum und Fischfang. Friðr bezog sich auf den Zusammenhalt in der Sippe, umschloss aber auch den gesamten Hausstand mit dem Vieh, hatte aber auch einen sexuellen Beiklang, indem auch Ernte und Vermehrung mitgedacht wurden. Der Segenstext kann also als vorchristlich gelten. Im ältesten Geschichtstext, dem Ágrip (siehe Geschichte Norwegens), wird über Jól wie folgt reflektiert: „Es gehört sich, hier die von den Christen gestellte Frage zu beantworten, was die Heiden im Hinblick darauf, dass unser Jól mit unseres Herrn Geburt entstand, mit Jól meinen. Heidnische Menschen machen ein Gelage zu Ehren Oðins, der viele Namen hat. Er heißt Viðrir, er heißt Hár, Þriðji und Jólnir. Von Jólnir hat Jól seinen Namen erhalten.“ Richtiger dürfte die Flateyjarbók liegen, wo gesagt wird, dass die Heiden den Oðinsnamen Jólnir aus Jól abgeleitet hätten.
Aus alledem ergibt sich, dass eine sichere Kunde über das vorchristliche Julfest nicht zu gewinnen ist. Auf jeden Fall kann es als falsch bezeichnet werden, dass der Termin des Weihnachtsfestes auf das Julfest gelegt worden sei, was in populärwissenschaftlichen Schilderungen immer wieder behauptet wird. Der Weihnachtstermin am 25. Dezember existiert mindestens seit dem Beginn des 4. Jahrhunderts in Rom, also Jahrhunderte vor der Christianisierung Skandinaviens. Eher ist der umgekehrte Vorgang plausibel, dass das Julfest auf den Weihnachtstag verschoben wurde (siehe oben). Auch das Brauchtum ist nicht vom heidnischen Julfest in das Weihnachtsfest hineingetragen worden. Denn das heidnische Julfest war nach allem, was man den Quellen entnehmen kann, im Wesentlichen ein Gelage.

### Entwicklungen ab dem Mittelalter

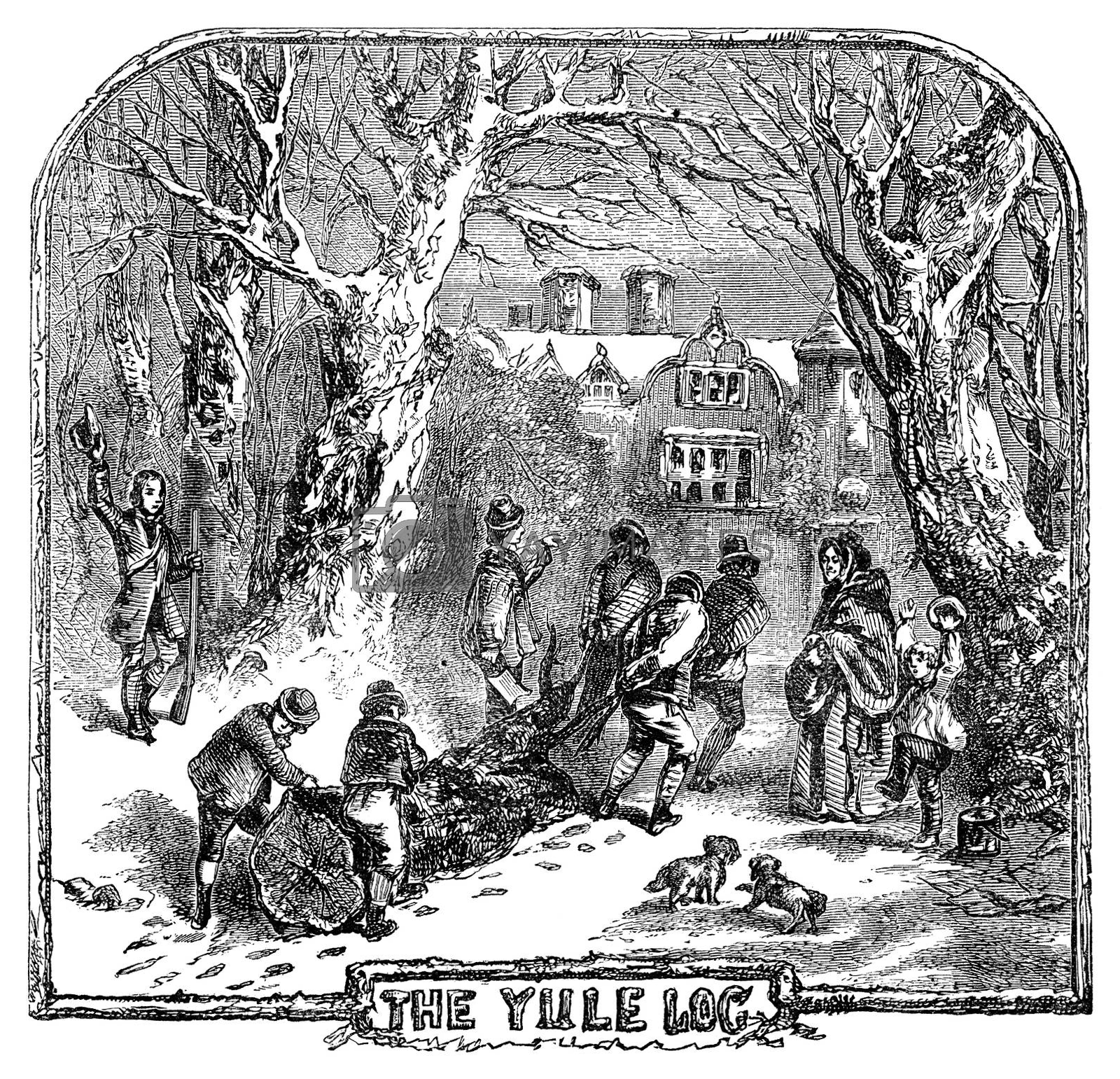
Das Schleppen eines Julklotzes aus dem Wald, Illustration von 1832

Im Mittelalter und der Neuzeit entwickelten sich die Julbräuche in Skandinavien weiter. So gab es in Schweden, Norwegen und Finnland, aber auch auf dem Kontinent bis ins 20. Jahrhundert hinein das „Julstroh“. Das Stroh wurde in den Häusern und den Kirchen auf dem Boden ausgebreitet. Es sind trolldom („Zauberei“) und Orakel mit Strohhalmen beschrieben. Es gab auch die Sitte, im Julstroh zu schlafen, bevor man das Bett unsichtbaren Gästen überließ. Des Weiteren ist das Jultrinken für das Mittelalter gut belegt, sogar die Trinkgefäße sind beschrieben.
Dazu kam das Julbrot, das bei dem bäuerlichen Jól eine besondere Rolle spielte. Es wird dafür eine besondere Sorte Brot beschrieben, rund, dick und so lang, wie ein fünfjähriges Kind. Zu den Weihnachtstagen wurde es an Fremde verteilt. Eine ähnliche Sitte ist für die Zeit um 1400 auch für Böhmen belegt. Eine Predigt von 1515 kritisierte die abergläubischen Riten um das Julbrot, was darauf hindeutet, dass man diesem Brot übernatürliche Kräfte beimaß. In der Christnacht oder sogar während der ganzen Julzeit wurde ein Tisch für unsichtbare Gäste gedeckt. Man ließ dazu ein großes Brot und ein Messer auf dem Tisch liegen, damit die Götter (nunmehr Dämonen) davon essen sollten. Auch waren die Toten oder die Engel oder in deutschen Gegenden Perchta und in Frankreich les bonnes dames, die im Mittelalter dominae oder bonae mulieres oder parcae genannt wurden, so in neuerer Zeit bedacht.
Möglicherweise handelte es sich um keltisch-germanische Einflüsse in Verbindung mit den Matronae, Muttergottheiten aus der römischen Zeit, und diese werden mit Bedas „Nacht der Mütter“ in England in Verbindung gebracht. Auf dem Jultisch sollte in der Nacht ein Jullicht und draußen ein großes Julfeuer brennen. Dieses Jullicht ist in einem Verbot aus Dänemark von 1562 belegt, in dem verboten wird, am Julabend, am Neujahrsabend oder am Abend des Dreikönigsfestes um Julfeuer zu bitten. Es gab noch viele Bräuche, die nicht unmittelbar christlichen Gehalt haben, sondern alle Elemente der vormaligen religiösen Vorstellungen auf sich fokussierten.

## Das Julfest in der Neuzeit

### Das skandinavische Weihnachtsfest oder Jul

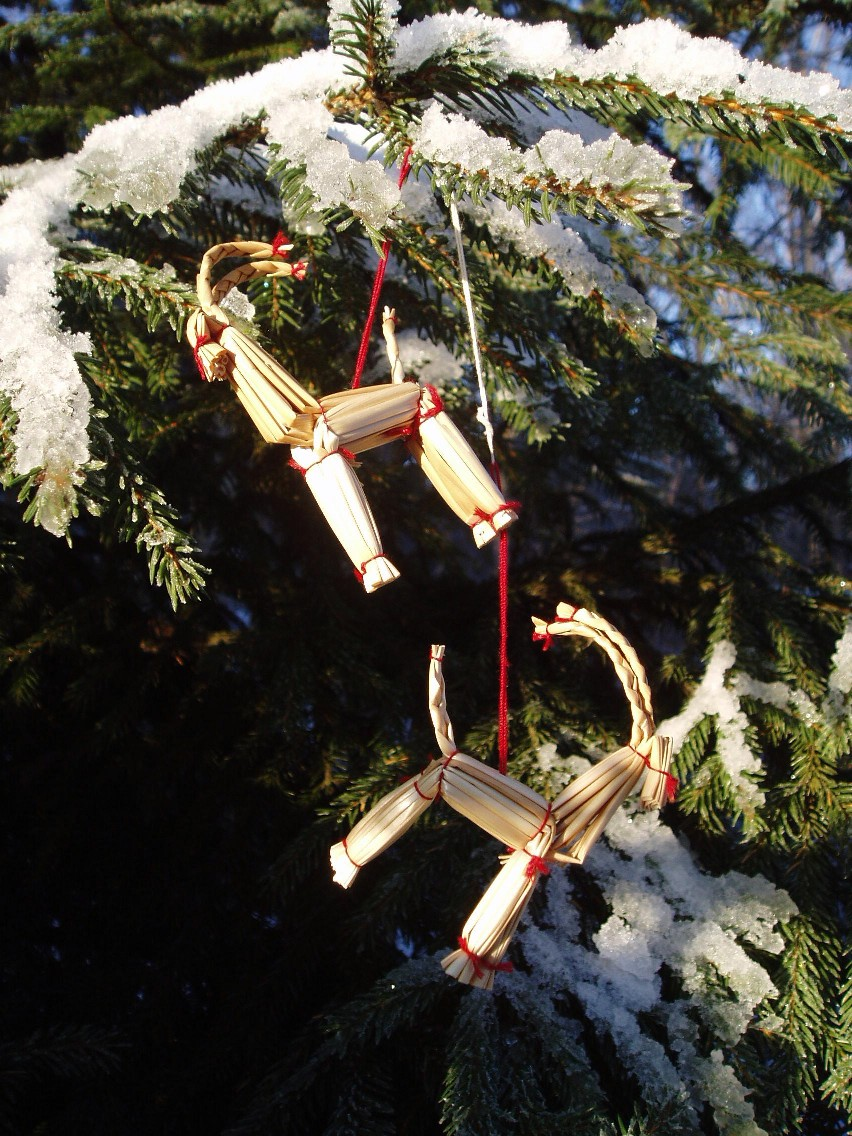
Julböcke aus Stroh als Baumschmuck in Skandinavien

Vor allem in Skandinavien sind viele der mittelalterlichen Bräuche erhalten geblieben und werden beim Weihnachtsfest, das dort immer noch jul heißt, gepflegt. Man wünscht sich „God jul!“ („Frohe Weihnachten!“). Auch ist dort der Julbock erhalten geblieben, der meist unter dem Weihnachtsbaum aufgestellt wird und die Geschenke trägt. Ein stärkeres Wiederaufkommen dieses Gegenstands gab es, seit das schwedische Möbelhaus Ikea den Strohbock zur Weihnachtszeit im Sortiment hat, da dieser in Schweden fester Bestandteil des Weihnachtsfestes ist.
Der eigentliche Mittelpunkt am Weihnachtsabend ist das gemeinsame Essen. Nach dem Nachtisch werden die Julklapp-Päckchen aus den Verstecken geholt. Beim Brauch des Julklapps wird ein in vielen Lagen Geschenkpapier (von denen jede mit einem anderen Namen der Anwesenden beschriftet ist) gepacktes Geschenk in den Raum geworfen und dabei „Julklapp! Julklapp!“ gerufen. Danach werden sie Schicht für Schicht ausgepackt und an die dann aktuelle Zielperson weitergereicht. Bei diesen Geschenken ist weniger der materielle Wert von Bedeutung als die Kleinigkeit oder der Vers, der immer in positiver oder negativer Hinsicht auf die Person des Beschenkten ausgerichtet ist. Keiner darf auspacken, ohne das Verschen vorzulesen. Wenn sich das Gelächter über diese Reimchen gelegt hat, wenn die Geschenke begutachtet worden sind, dann wird um den Weihnachtsbaum getanzt.
Am ersten Weihnachtstag geht es zur Kirche, dabei säumen brennende Kerzen in den Fenstern der Landgemeinden den Weg. Dieser Tag ist im Gegensatz zu den vorherigen eher ruhig und beschaulich. Die Nachbarn und Bekannten besuchen einander, die Kinder beschäftigen sich mit den neuen Spielsachen oder ziehen von Haus zu Haus und wünschen „God Jul“.

### Das Julfest im Nationalsozialismus

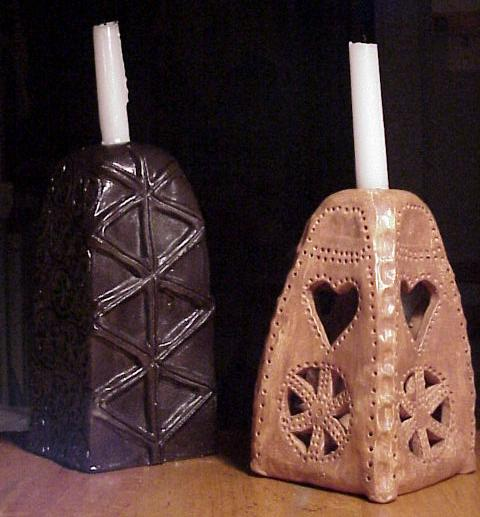
Julleuchter nach NS-Vorbild

In den 1930er und 1940er Jahren gab es Versuche der Nationalsozialisten, die christlichen Feste in einer Weise umzugestalten, dass diese den nationalsozialistischen Vorstellungen von scheinbar „germanischem Erbe“ entsprachen. Somit sollte auch das Weihnachtsfest durch eine nationalsozialistische Interpretation eines „altgermanischen“ Julfests ersetzt werden. Begleitet von der Frage nach vermeintlich „germanischen Wurzeln“ des Weihnachtsfestes wurde den christlichen Kirchen im Rahmen eines ideologisch bedingten Vorwurfs angekreidet, sich einige mit dem Julfest in Verbindung stehende vorchristlich-pagane Bräuche angeeignet und diese ausgenutzt zu haben.

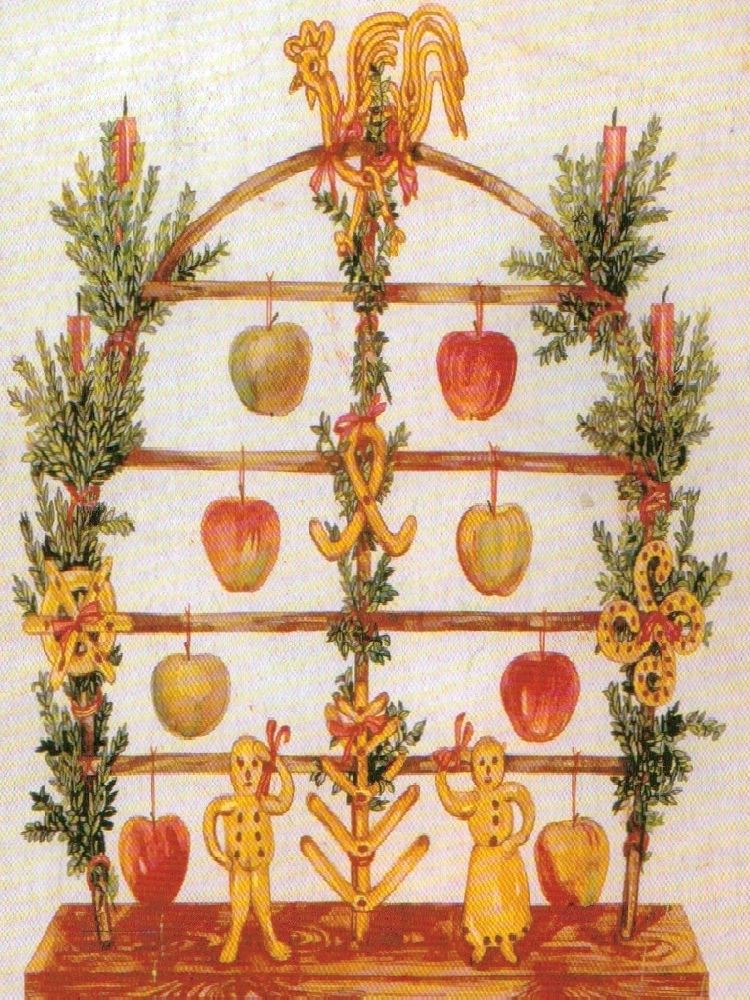
Julbogen (1938), eine Weihnachtsdekoration der NS-Zeit, basierend auf dem nordfriesischen Jöölboom

Die Termine im Jahresfestkalender der Nationalsozialisten („Tag der Machtergreifung“ am 30. Januar, Erster Mai, Sommersonnenwende, Reichsparteitag, Reichserntedankfest und Wintersonnenwende) sollten die christlichen Feiertage und deren Brauchtum vollständig ersetzen. Für die größeren Feiern sollte ein „arteigenes Brauchtum“ entwickelt werden, was u. a. durch Forschungseinrichtungen wie das SS-Ahnenerbe unter Heinrich Himmler verwirklicht werden sollte. Zum Fest verschenkte Himmler sogenannte Julleuchter aus der Porzellanmanufaktur Allach an SS-Mitglieder. Ab 1935 erschienen außerdem diverse Veröffentlichungen zum Thema, darunter Dienstanweisungen der Parteistellen, Schulungsunterlagen der Hitler-Jugend, des NS-Lehrerbundes oder der NS-Gemeinschaft Kraft durch Freude mit anschaulichem Bildmaterial für öffentlich ausgerichtete Weihnachtsfeiern als Grundlage für eine Umerziehung des Volkes im Sinne der Nationalsozialisten.
Auch für die Familien wurden Weihnachtsbücher mit Vorschlägen zur privaten Festgestaltung herausgegeben. Der Christbaum sollte in „Jultanne“ umbenannt werden und Frau Holle den Nikolaus und das Christkind als Gabenüberbringer ablösen. Christliche Symbolik wie Kreuz und Weihnachtsstern sollten durch das Hakenkreuz oder Sonnenrad ersetzt werden.
Das Julfest wurde 1935 erstmals im großen Rahmen im Freien mit der typischen Feuer- und Lichtsymbolik der Nationalsozialisten gefeiert. In Parteinähe wurde die Umwandlung der Weihnachtszeit großenteils erreicht. In den propagandistischen Weihnachtsringsendungen von 1940 bis 1943 im Großdeutschen Rundfunk wurde das Weihnachtsfest auch von den christlichen Wurzeln entkoppelt.

### Das Julfest im Neuheidentum

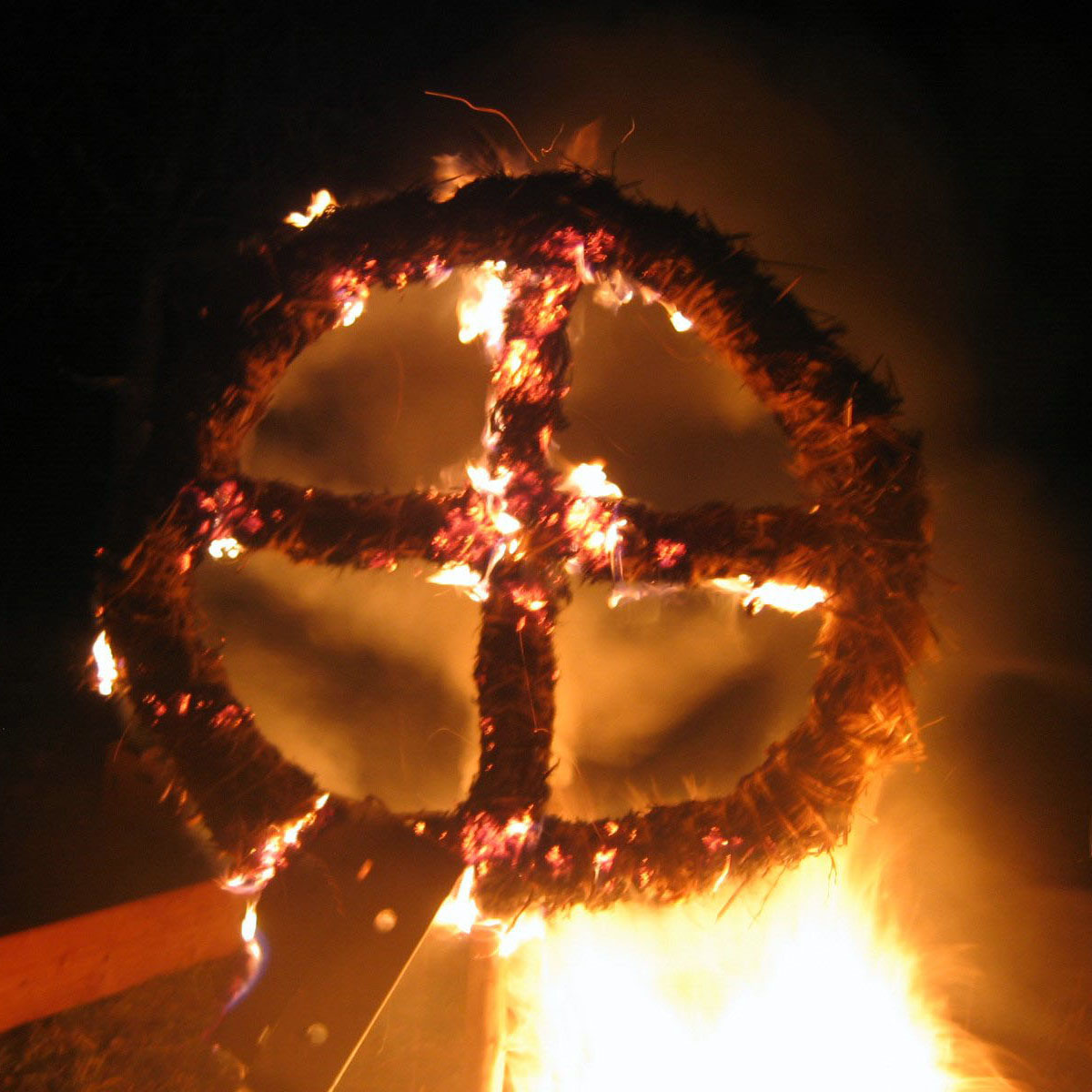
Brennendes Radkreuz zur Wintersonnenwende

Im nordisch-germanischen Neuheidentum (z. B. Asatru, Firne Sitte, Urglaawe) ist das germanische Julfest eines der drei wichtigsten Feste im Jahr und man bedient sich dessen, was Volkskundler für vorchristliche Bräuche halten (z. B. Wilde Jagd, bzw. Rauhnächte), um die Julzeit und das Mittwinterfest zu rekonstruieren.  Hier wird es als Mittwinterfest gefeiert, manchmal zum astronomischen Datum der Wintersonnenwende, dem 21. Dezember, oder zum durch Hákon dem Guten zugeschriebenen Termin, den 25. Dezember, aber auch am ursprünglich heidnischem Termin, dem Vollmond der nach den Rauhnächten als erster zu beobachten ist (Julmond).  Gefeiert wird das Wiedererstarken der Sonne und das Längerwerden der Tage, da dieser Wechsel seit Menschengedenken überlebenswichtig ist, vor allem für die Saat und Ernte. Der Julmond, der auch Nytungl (Neuer Mond) oder Nykung (Neuer König) heißt, wird mit dem rituellen Jultrinken begrüßt. Er kennzeichnet den Beginn des neuen Jahres. Man sieht die Rauhnächte zwischen Wintersonnenwende (Mütternacht) und Dreizehnttag (Perchtennacht) als eine zwölftägige Friedenszeit, in der die Häuser mit immergrünen Zweigen wie Buchsbaum, Eibe, Fichte, Tanne, Stechpalme, Kiefer, Efeu, Wacholder geschmückt werden, denen man schützende und heilende Kräfte zuschreibt. Das Haus wird geräuchert mit den Worten „Glück ins Haus – Unglück hinaus,“ und auch der oben beschriebene „Julbock“ findet seine Verwendung. Gastfreundschaft soll schon früher ein wichtiges Element der Julzeit gewesen sein, so soll das Haus den Gästen offengestanden haben, die ein und aus gingen und reich bewirtet wurden. Zudem ist es ein Brauch, einen großen Holzklotz – den Julklotz – aus dem Wald zu holen, und ihn zwölf Tage und Nächte brennen zu lassen. Vergleichbar mit dem Volksbrauch, Feuerräder bzw. Osterräder von Bergen abzurollen, werden von Anhöhen brennende Sonnenräder, mit Stroh bespanntes Holz oder geflochten, herab gerollt.
Auch in der Wicca-Hexenreligion ist das Julfest eines der acht Feste des Jahreskreises, an dem mit der Wintersonnenwende die Wiedergeburt des geopferten Jahresgottes bzw. der Tod des Stechpalmenkönigs (Gott des abnehmenden Jahres) und dessen Ablösung durch den Eichenkönig (Gott des zunehmenden Jahres) gefeiert wird.

### Studentenverbindungen
Bei einigen Studentenverbindungen, hauptsächlich in Burschenschaften sowie manchen Corps, werden Weihnachtsfeiern als Julfeiern bezeichnet und teilweise auch als Kneipe abgehalten. Je nach der Ausrichtung der Verbindung haben diese Veranstaltungen allerdings meist eher den Charakter einer Weihnachtsfeier.
Ähnliches gilt auch für Turnvereine, die sich in der Tradition der Turnbewegung sehen, beispielsweise innerhalb des Österreichischen Turnerbunds.